# دانيال كوتس
دانيال كوتس (بالإنجليزية: Daniel Coats)‏ هو لاعب كرة قدم أمريكية أمريكي، ولد في 16 أبريل 1984.

## وصلات خارجية
- دانيال كوتس على موقع مرجع كرة القدم المحترفة.كوم (الإنجليزية)